# Ba (estado)
Ba (em chinês: 巴) foi um antigo Estado localizado no Sujuão oriental, na China. Sua capital originalmente era Yicheng (atual Enshi), Hubei. Foi conquistado pelo Estado rival de Qin em 316 a.C.. A atual minoria étnica dos tujia pode ter suas origens nos povos de Ba.
Frequentemente descrito como uma confederação pouco rígida, ou um grupo de potentados, formados por diversos clãs independentes porém afiliados, que reconheciam um rei. Os clãs de Ba eram muito variados, formados por diversas etnias. As evidências arqueológicas indicam que o povo ba sobrevivia primariamente da pesca e da caça, com poucos indícios de agricultura (nenhuma evidência de irrigação).
Ba pode ter auxiliado os fundadores da Dinastia Zhou a derrubar a Dinastia Shang, durante a Batalha de Muye; a primeira aparição de Ba nos registros históricos, no entanto, ocorreu em 703 a.C.; o Zuo Zhuan registrou que Ba participou de uma operação militar conjunta com Chu, contra Deng.
O território de Ba incluía originalmente áreas no vale do rio Han; a ascensão de Chu empurrou, no entanto, Ba para o ocidente, rumo à bacia do Sujuão. A expansão chu forçou o Estado de Ba a deslocar sua capital diversas vezes. De acordo com Chang Qu, os centros administrativos ou capitais de Ba incluíram Jiangzhou (Chongqing), Dianjiang (Hechuan) e Pingdu (Fengdu), com sua capital derradeira em Langzhong (閬中). Durante o Período dos Estados Combatentes, Qin, Chu e Shu, os Estados mais poderosos, faziam fronteira com Ba.
Embora os chu por vezes invadissem as fronteiras ba, havia uma relação complexa entre os dois povos, com fortes laços de comércio e matrimônios. Chu também se utilizou de diversos mercenários ba como soldados de seu exército; essa prática por vezes lhes causou problemas, como quando os mercenários ba empregados por Chu se revoltaram e sitiaram sua capital, em 676 ou 675 a.C.
Ba e Zu se aliaram com Qin, durante a invasão feita por estes a Shu. Após o sucesso desta invasão, Qin imediatamente conquistou seus dois aliados e derrotou o último rei ba, convertendo-o num domínio Qin. Ao contrário da administração exercida sobre Shu, Qin permitiu que a elite ba mantivesse o poder e não forçou migrações em massa de indivíduos qin para o território dos ba. Esta elite ba seria marginalizada posteriormente, através de uma política de dividir e imperar.